# Ferrovia di Vendas Novas
La ferrovia di Vendas Novas (in portoghese, Linha de Vendas Novas) é una linea ferroviaria che collega le stazioni di Setil, sulla ferrovia del Nord, e Vendas Novas sulla ferrovia dell'Alentejo, in Portogallo.
La linea è lunga 69,6 km, ed espleta solo traffico merci. Dal km 36+600 si dirama il Ramal da Quinta Grande per l'area industriale della Sociedade de Desenvolvimento Agro-Industrial.

## Storia

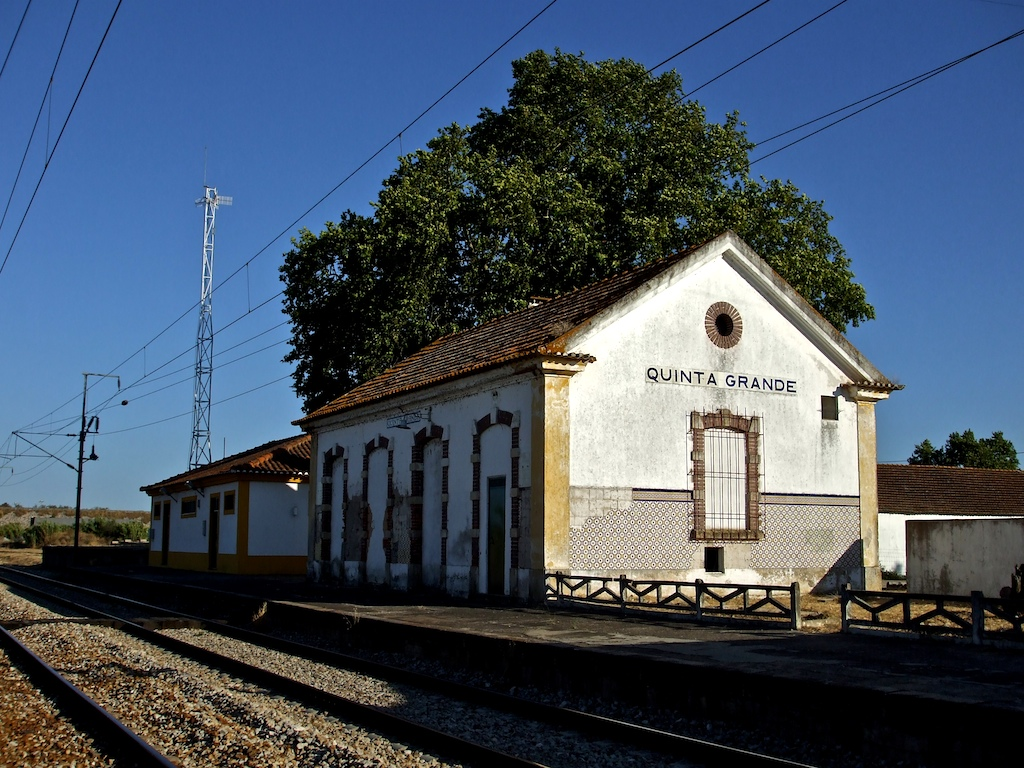
Stazione di Quinta Grande nel 2008

### Prodromi
Un collegamento tra le ferrovie del Sud e dell'Est fu progettato sin dal 1864. Era importante economicamente per la regione ma costoso per l'elevato numero di corsi d'acqua da attraversare. Nonostante molte richieste e petizioni tra 1883 e 1887 non si ottennero risultati.

#### Collegamento proposto via Chamusca
Alla fine del XIX secolo la Câmara Municipal di Chamusca cercò di ottenere un percorso a Sud del Tago che passasse per la città. Nel 1889 veniva progettata una diramata da Vendas Novas che servisse la città; l'appoggio del politico Isidro dos Reis fece propendere la Camera per l'approvazione.
I rivolgimenti politici seguiti alla caduta della monarchia in Portogallo, nel 1910, rimisero in discussione questo oltre a molti dei progetti precedenti.

### Nasce la Companhia dos Meridionais
Il 22 settembre 1887 fu disposto l'affidamento dei lavori della Vendas Novas-Santarém alla Companhia dos Caminhos de Ferro Meridionais; il documento emesso il 13 dicembre 1888 conteneva una clausola di eventuale cessione alla Companhia Real dos Caminhos de Ferro Portugueses. Tra 1888 e 1890 furono avviate alcune costruzioni in economia di tratti in sede promiscua. Tra 1889 e 1892 la società rinunciò a proseguire e cedette l'incarico alla Companhia Real.
Nel 1899 la linea fu inserita nel Piano della Rete a Sud del Tago; la cessione fu approvata dallo Stato l'11 maggio 1900.

### Contruzione

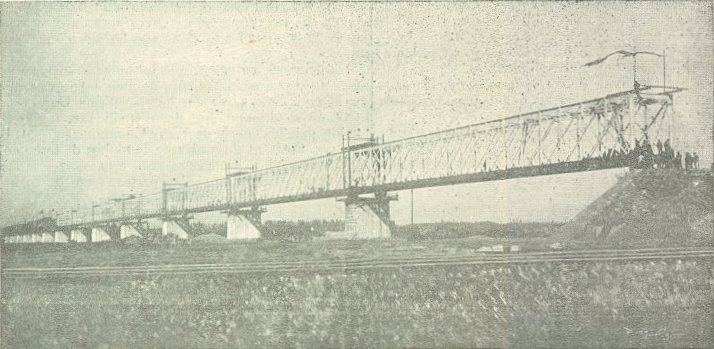
Varo delle travate metalliche del viadotto Dona Amelia nel 1903

Nel 1902 ripresero i lavori nella stazione di Setil e iniziò la costruzione del viadotto in ferro Dona Amélia sperando di ultimarli entro il 1906.
Nel mese di agosto i lavori nella stazione di Setil e la linea fino a Muge erano completati mentre iniziavano quelli sulle altre tratte abbandonando quelli già fatti, ma in sede promiscua, nel passato.
Agli inizi di ottobre il collegamento sul fiume Tago era quasi pronto e in novembre erano pronte le tratte Setil-porto de Muge e Fajarda-Montalvo.
Il 13 gennaio 1903 venne presentato un progetto di ampliamento della stazione di Vendas Novas per accogliere il nuovo traffico. 
I lavori procedettero alacremente e si prevedeva l'apertura della linea nel dicembre 1903; in ottobre era già pronta la linea del telegrafo. Il 15 gennaio del 1904 la linea era stata completata.

### Cessione della concessione
Dopo l'inaugurazione la ferrovia tornò in gestione alla Companhia dos Caminhos de Ferro Meridionais fino al 10 maggio 1928 quando l'esercizio, in virtù della clausola del 1888 fu ceduto alla Companhia dos Caminhos de Ferro Portugueses; il 21 giugno 1928 quest'ultima fu autorizzata ad emettere obbligazioni. Il 27 dello stesso mese fu stipulato il contratto definitivo di cessione della concessione; in quella data era in progetto il prolungamento della ferrovia fino ad Alcácer do Sal.

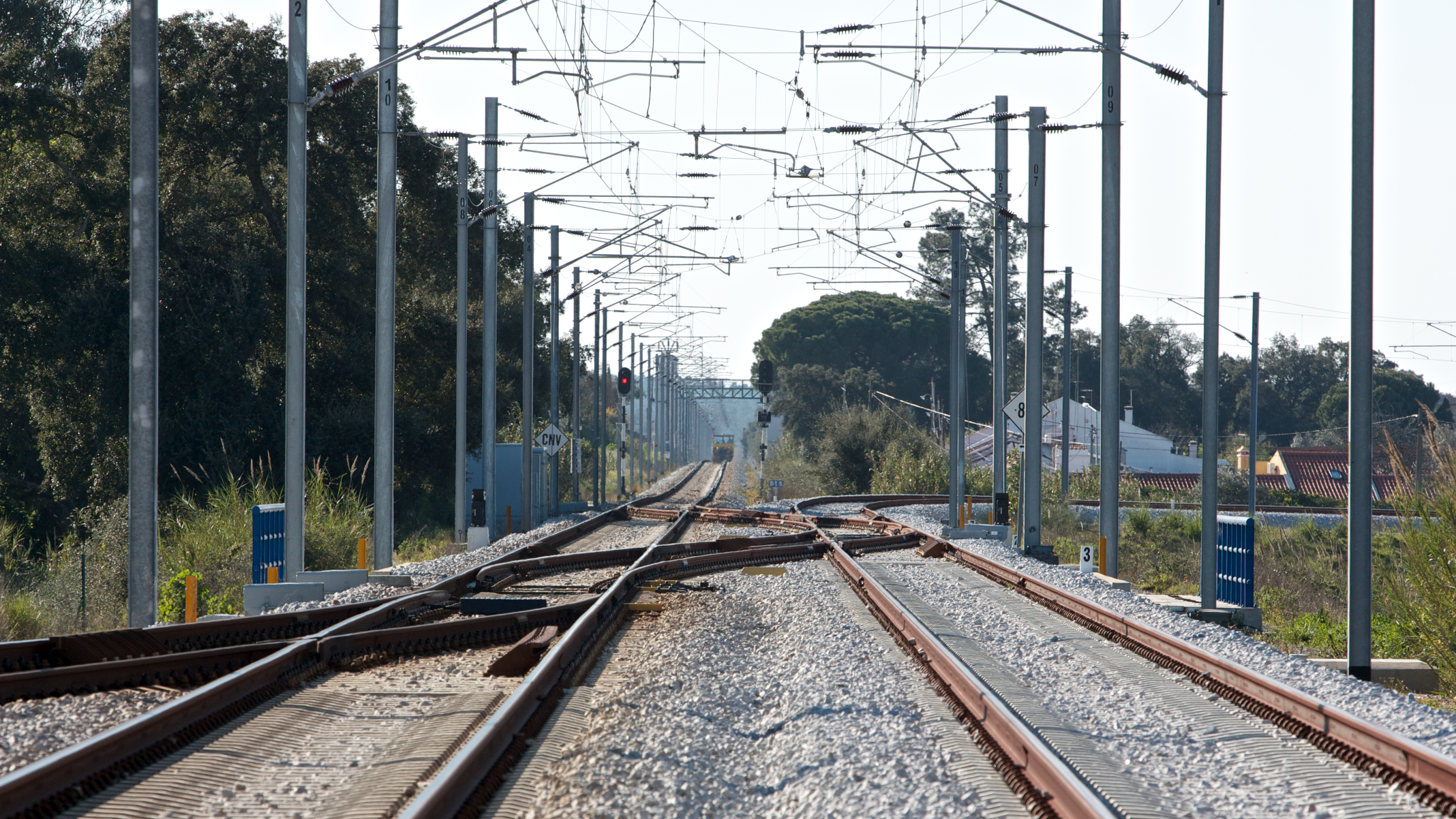
Stazione di Vendas Novas. Diramazione in uscita: a destra per la ferrovia di Venda Novas, a sinistra per la ferrovia dell'Alentejo

### Progetto di connessione al Ramal de Avis
Il 23 settembre 1903 era stato bandito un concorso per la costruzione della ferrovia del Sorraia tra le stazioni di Quinta Grande e Fronteira, sulla futura ferrovia di Portalegre.
A causa di vari problemi tale concessione venne annullata. Il progetto venne rielaborato nel 1930 a scartamento iberico e modificato: partiva da Ponte de Sor e terminava a Lisbona passando per Quinta Grande e Alcochete, con un collegamento alla ferrovia del Montijo.

### Ripresa del servizio viaggiatori
Il trasporto viaggiatori sospeso nel gennaio 2005, venne parzialmente ripreso nel settembre 2009 tra Setil e Coruche. Fu nuovamente sospeso dal 1º ottobre 2011.
| Unknown route-map component "CONTgq" | Unknown route-map component "STR+r" |  |

|  | Station on track |

| Unknown route-map component "CONTgq" | Unknown route-map component "ABZgr" |  |

|  | Unknown route-map component "eHST" |

|  | Unknown route-map component "eBHF" |

|  | Unknown route-map component "eBHF" |

|  | Unknown route-map component "eHST" |

|  | Unknown route-map component "eBHF" |

|  | Unknown route-map component "eBHF" |

|  | Unknown route-map component "eABZgl" | Unknown route-map component "exCONTfq" |

|  | Unknown route-map component "eBHF" |

|  | Unknown route-map component "ABZg+l" | Unknown route-map component "KDSTeq" |

|  | Unknown route-map component "eBHF" |

|  | Unknown route-map component "eBHF" |

|  | Unknown route-map component "eBHF" |

|  | Unknown route-map component "eBHF" |

|  | Unknown route-map component "eHST" |

|  | Unknown route-map component "eBHF" |

| Continuation backward | Straight track |  |

| One way leftward | Unknown route-map component "vSTR+r-SHI1+r" + One way rightward |  |

|  | Unknown route-map component "BHFSPLe" |

| Unknown route-map component "exCONTgq" | Unknown route-map component "eABZgr" |  |

|  | Continuation forward |